# Louis-Félix Amiel
Louis Félix Amiel, född 1802 i Castelnaudary i Aude, död 1864 i Joinville-le-Pont, var en fransk porträttmålare. Hans lärare var den kände målaren Antoine-Jean Gros.